# 김책시
김책시(金策市)는 함경북도 남쪽에 있는 도시이다. 본래 이름은 성진시(城津市)로, 한국 전쟁 당시 전선사령관으로 참전 중 사망한 김책의 이름을 따서 1953년에 개칭되었다.

## 지리
동쪽은 동해에 면해있고 서쪽과 남쪽은 함경남도 단천시, 북쪽은 길주군·화대군과 접한다. 성진만에 접해 있다.

## 역사
함경북도 동해안에 있어 고대 숙신·읍루·예맥·옥저·말갈·부여 등 여러 종족이 활동하는 영역이었으며, 고구려가 강성해지면서는 이들을 완전히 통합하면서 편입하였다. 고구려가 668년(보장왕 27)에 멸망한 이후에는 당나라의 지배에 들어갔으나 발해가 건국되면서 동경용원부(東京龍原府) 관할에 속하게 되었다.
고려의 영토초기에는 황해도 북계에서 동해의 원산만에 이르는 선의 이남 지역이었다. 발해가 거란에 의하여 멸망한 뒤에는 거란의 영토가 되었다. 발해가 멸망할 때 이탈한 일부 말갈족 집단인 여진(女眞)이 강성해져서 거란을 멸망시키고 금나라의 관할하에 있게 되었다. 다시 몽고족에 의하여 원(元)나라가 건국되자 역시 원나라 관할하에 있게 되었다. 한편 금나라가 멸망한 뒤 여진족은 두만강 유역으로부터 점차 함경도 지방으로 이동하여 고려의 국경 부근에서 자주 충돌을 일으키기도 하였다. 고려 말엽 원나라가 쇠퇴하고 1368년 명나라가 건국되면서, 고려의 북진정책이 실효를 거두어 여진을 몰아내니 그 세력 범위는 두만강 하구에 이르렀다. 과거 여진의 소파온성(所坡溫城)이 있던 이 고장은 동북면(東北面)의 길주(吉州)에 속하여 있었다.
조선시대 1398년(태조 7) 정도전으로 하여금 북도의 행정구역을 분정하게 할 때 이곳은 길주목 성진첨사(城津僉使) 관하의 성진진(城津鎭)이었다. 1614년(광해군 6) 소파온고성 자리에 석성을 쌓고 첨사(僉使)를 두었다가 1701년(숙종 27)에 방어영(防禦營)을 설치하였다. 1749년(영조 25)에 첨사로 하여금 방수장(防守將)을 겸직하게 하였다가 1895년에 폐지되었다.
1898년에는 길주군 성진첨사 관하의 성진진과 동해면 일부 및 함경남도 단천군 이하면 좌측을 합한 지역을 분할하여 함경북도 성진군으로 독립되었다. 다음해 마산·군산과 더불어 개항장(開港場)이 됨에 따라 외국인 거류 구역이 설정되면서 일개 어촌이 차츰 항구도시의 면모를 갖추기 시작하였다. 배후지의 지하자원과 임산 개발에 의한 광석과 목재의 집산항으로 발전함과 동시에 고주파 제강 공장 및 마그네사이트·내화연와 공장(耐火煉瓦工場) 등이 잇따라 건설됨에 따라 공업 도시로서도 크게 번창하여 1943년에는 함경북도 성진시(城津市)로 승격되었다. 1948년 9월 9일 조선민주주의인민공화국이 차지했으며, 1951년 2월 성진시(城津市)가 함경북도 김책시(金策市)로 개칭되었다.

### 연혁
- 1898년 길주군(吉州郡) 남부를 성진군(城津郡)으로 분리하였다.
- 1899년 성진 개항. 외국인들의 치외법권이 인정되는 거류지였다. 성진군이 성진부(城津府)로 승격되었다.
- 1900년 길주군과 통합되어 길성부(吉城府)로 개칭되었다가, 다시 성진부로 개칭되었다.
- 1901년 성진부를 길주군으로 강등하였다.
- 1902년 길주군을 길주부(吉州府)로 승격하였다.
- 1903년 길주부를 다시 길주군으로 강등하고, 길주군 남부를 분리하여 성진군을 다시 설치하였다.
- 1906년 성진군을 성진부로 다시 승격하였다.
- 1910년 10월 1일 성진부를 성진군으로 다시 강등하였다.
- 1931년 4월 1일 성진면을 성진읍으로 승격하였다.[2]
- 1941년 4월 1일 학상면 일부 등을 성진읍에 편입하였다.[3]

| 조선총독부령 제85호                           |             |
| 구 행정구역                                   | 신 행정구역 |
| 학상면 성현동, 양호동, 흥평동 일부            | 성진읍 일부 |
| 학중면 농성동, 송중동, 송하동 일부, 춘동 일부 | 성진읍 일부 |
- 1941년 10월 1일 성진읍이 성진부(城津府)로 승격되고, 성진군은 학성군(鶴城郡)으로 개칭되었다.[4]
- 1953년 성진시를 김책시로, 학성군을 김책군으로 개칭하였다.
- 1961년 김책군을 김책시에 병합하고, 김책읍은 학성동으로 개편했다.

## 행정 구역
김책시의 행정구역은 금천동(錦川洞), 련호동(蓮湖洞), 성남동(城南洞), 송령1동(松嶺一洞), 송령2동(松嶺二洞), 송암동(松岩洞), 수원동(水源洞), 신평동(新坪洞), 쌍룡동(雙龍洞), 쌍암1동(雙岩一洞), 쌍암2동(雙岩二洞), 쌍화동(雙化洞), 업억동(業億洞), 역전동(驛前洞), 장현동(將峴洞), 제강1동(製鋼一洞), 제강2동(製鋼二洞), 청학동(靑鶴洞), 탄소동(炭素洞), 학성동(鶴城洞), 한천동(漢泉洞), 해안동(海岸洞), 덕인리(德仁里), 동흥리(東興里), 룡호리(龍湖里), 림명리(臨溟里), 만춘리(晩春里), 방학리(放鶴里), 상평리(上坪里), 석호리(石湖里), 성상리(城上里), 세천리(細川里), 송중리(松中里), 송흥리(松興里), 수동리(水洞里), 옥천리(玉泉里), 원평리(院坪里) 은호리(恩湖里), 춘동리(春洞里), 탑하리(塔下里), 풍년리(豊年里), 학동리(鶴東里), 호통리(湖通里), 흥평리(興坪里)로 구성되어 있다(22동 22리).

## 산업
중공업을 주로 한다.

## 교통
- 평라선 김책역

## 기후
| 김책시의 기후                                                                              | 김책시의 기후 | 김책시의 기후 | 김책시의 기후 | 김책시의 기후 | 김책시의 기후 | 김책시의 기후 | 김책시의 기후 | 김책시의 기후 | 김책시의 기후 | 김책시의 기후 | 김책시의 기후 | 김책시의 기후 | 김책시의 기후 |
| 월                                                                                         | 1월           | 2월           | 3월           | 4월           | 5월           | 6월           | 7월           | 8월           | 9월           | 10월          | 11월          | 12월          | 연간          |
| ------------------------------------------------------------------------------------------ | ------------- | ------------- | ------------- | ------------- | ------------- | ------------- | ------------- | ------------- | ------------- | ------------- | ------------- | ------------- | ------------- |
| 역대 최고 기온 °C (°F)                                                                     | 14.0 (57.2)   | 16.7 (62.1)   | 27.8 (82.0)   | 35.2 (95.4)   | 34.0 (93.2)   | 34.3 (93.7)   | 37.0 (98.6)   | 36.6 (97.9)   | 32.9 (91.2)   | 30.2 (86.4)   | 23.7 (74.7)   | 17.8 (64.0)   | 37.0 (98.6)   |
| 일평균 최고 기온 °C (°F)                                                                   | 2.2 (36.0)    | 3.2 (37.8)    | 8.0 (46.4)    | 14.2 (57.6)   | 18.0 (64.4)   | 21.0 (69.8)   | 24.7 (76.5)   | 26.5 (79.7)   | 23.5 (74.3)   | 18.2 (64.8)   | 10.6 (51.1)   | 4.1 (39.4)    | 14.5 (58.1)   |
| 일일 평균 기온 °C (°F)                                                                     | −3.3 (26.1)   | −1.7 (28.9)   | 2.9 (37.2)    | 8.4 (47.1)    | 12.6 (54.7)   | 16.9 (62.4)   | 21.0 (69.8)   | 22.6 (72.7)   | 18.8 (65.8)   | 12.7 (54.9)   | 5.3 (41.5)    | −1.1 (30.0)   | 9.6 (49.3)    |
| 일평균 최저 기온 °C (°F)                                                                   | −7.9 (17.8)   | −6.5 (20.3)   | −1.5 (29.3)   | 3.8 (38.8)    | 8.8 (47.8)    | 14.1 (57.4)   | 18.6 (65.5)   | 19.6 (67.3)   | 14.5 (58.1)   | 7.5 (45.5)    | 0.5 (32.9)    | −5.7 (21.7)   | 5.5 (41.9)    |
| 역대 최저 기온 °C (°F)                                                                     | −26.0 (−14.8) | −20.0 (−4.0)  | −15.0 (5.0)   | −7.1 (19.2)   | −0.5 (31.1)   | 1.0 (33.8)    | 9.0 (48.2)    | 10.6 (51.1)   | 2.8 (37.0)    | −4.0 (24.8)   | −16.6 (2.1)   | −25.1 (−13.2) | −26.0 (−14.8) |
| 평균 강수량 mm (인치)                                                                      | 16.7 (0.66)   | 12.7 (0.50)   | 16.1 (0.63)   | 33.0 (1.30)   | 60.5 (2.38)   | 61.5 (2.42)   | 147.4 (5.80)  | 136.7 (5.38)  | 81.8 (3.22)   | 41.5 (1.63)   | 36.0 (1.42)   | 20.8 (0.82)   | 664.7 (26.17) |
| 평균 강수일수 (≥ 0.1 mm)                                                                   | 5.5           | 3.8           | 3.8           | 5.0           | 6.9           | 7.8           | 9.9           | 8.8           | 5.4           | 4.0           | 4.4           | 5.0           | 70.3          |
| 평균 강설일수                                                                              | 7.2           | 4.6           | 3.8           | 0.5           | 0.1           | 0.0           | 0.0           | 0.0           | 0.0           | 0.1           | 2.3           | 5.6           | 24.2          |
| 평균 상대 습도 (%)                                                                         | 65.4          | 67.3          | 69.2          | 69.9          | 78.7          | 85.7          | 88.2          | 85.8          | 79.0          | 71.7          | 66.5          | 63.3          | 74.2          |
| 평균 월간 일조시간                                                                         | 173           | 197           | 231           | 225           | 222           | 141           | 141           | 173           | 207           | 218           | 172           | 161           | 2,261         |
| 출처 1: 대한민국 기상청 (평년값: 1991년~2020년)                                            |               |               |               |               |               |               |               |               |               |               |               |               |               |
| 출처 2: Deutscher Wetterdienst (일조시간, 1961년~1990년), Meteo Climat (극값, 1906년~현재) |               |               |               |               |               |               |               |               |               |               |               |               |               |

## 출신 인물
- 최서해

## 기타
마찬가지로 김책의 이름을 따서 명명된 곳으로 김책공업종합대학, 김책공군대학, 김책제철소 등이 있다. 이들은 이름탓에 김책에 있는 것으로 흔히 오해되고 있으나, 김책공대는 평양에, 김책공군대학과 김책제철소는 청진에 각각 소재하고 있다.

## 같이 보기
- 해정창 전투

## 참고 자료
- Dormels, Rainer. North Korea's Cities: Industrial facilities, internal structures and typification. Jimoondang, 2014. ISBN 978-89-6297-167-5